# Selçuk İnan
Selçuk Inan (Iskenderun, 10 de Fevereiro de 1985) é um ex-jogador de futebol turco que atuava como meio campista.

## Primeiros Anos
Selçuk Inan nasceu em Iskenderun, na Turquia, no dia 10 de Fevereiro de 1985. Quando tinha 14 anos, foi observado por diversos olheiros e rapidamente conseguiu um contrato com um dos times locais, o Karaağaçspor. O seu estilo de jogo de inteligente que envolveu passes precisos e multidimensionais foi descoberto Dardanel Sport A.S, um dos clubes profissionais da Turquia. Em nível profissional, Inan marcou seu gol em um jogo valendo pelo campeonato local contra o Antalyaspor, no dia 01 de Dezembro de 2002, quando Inan tinha apenas 17 anos.

## Carreira
Inan iniciou sua carreira aos 14 anos no Karaağaçspor. Em 2000, ele assinou com o Dardanel Sport A.S, onde ele jogou até ser transferido para o Manisaspor em 2005. Em 2008, o Trabzonspor, adquiriu seu passe e ele permaneceu por lá durante 3 temporadas. Até que em 2011, Selçuk Inan se mudou para Istambul para defender as cores do Galatasaray.

### Trabzonspor
Quando Selçuk assinou com o Trabzonspor em 2008, o técnico do time era Ersun Yanal, o mesmo treinador que comandava Inan no Manisaspor. Em sua estreia contra o Ankaraspor, Selçuk marcou 2 gols garantindo a vitória para seu time. Ele também marcou o gol de número 2000° do Trabzonspor na Süper Lig, foi no jogo contra o İstanbul Büyükşehir Belediyesi S.K. no dia 01 de Novembro de 2008. Inan tinha um grande entrosamento com os jogadores de ataque da equipe, que na época eram Umut Bulut e Burak Yilmaz (Yilmaz que já era companheiro de equipe de Inan no Manisaspor). Durante o período em que Inan comandou o time do Trabzonspor, eles conseguiram as duas melhores temporadas da equipe na década, chegando a conquistar o vice campeonato na temporada 2010-2011 da Süper Lig.

### Galatasaray
Inan assinou com o Galatasaray, em uma transferência livre no dia 25 de Maio de 2011, um contrato de duração de 5 anos. Ele rapidamente tomou conta do meio campo do Galatasaray, desde o seu primeiro jogo na Türk Telekom Arena. Fazendo parceria com o brasileiro Felipe Melo no meio de campo, Inan demonstrava seus atributos especiais, ajudando o Galatasaray a ganhar tanto força ofensiva quanto defensiva. Por causa desse modo de jogo de transição, bons passes e controle do jogo, Selçuk Inan passou a receber da mídia e dos torcedores o apelido de "Xelçuk", em comparação com o jogador espanhol Xavi Hernandes do Barcelona na época.

#### Temporada 2011-2012
Em sua primeira temporada no Galatasaray, Inan comandou o meio campo da equipe. Nas quatro primeiras partidas, o clube conseguiu 2 vitórias, 1 empate e 1 derrota, o que para os torcedores não parecia muito promissor, porém havia a esperança pelo modo como a equipe vinha jogando.
Nas semanas seguintes do campeonato Selçuk começou a levar o time para o caminho das vitórias, alcançando uma marca de 10 jogos sem derrotas, e assim alcançando a marca de 37 pontos no campeonato e a liderança isolada. Após mais de metade da competição, na 34ª rodada do campeonato, o Galatasaray liderava a disputa com o melhor ataque e a melhor defesa, e ainda estava a 9 pontos do segundo colocado, no caso o rival, Fenerbahce.
Inan marcou o seu primeiro gol pelo Galatasaray no dia 18 de Setembro de 2011, em jogo contra o Samsunspor. E ele também ficou conhecido por marcar muitos gols de falta, sendo um deles contra o rival, Fenerbahce.
Na primeira temporada no Galatasaray, Selçuk Inan marcou 13 gols e fez 16 assistencias nos jogos em que participou na Süper Lig. Se tornando o artilheiro e principal assistente do time, na campanha que deu o título para o Galatasaray.

## Carreira Internacional
Inan jogou em todos as seleções de base da Turquia, desde o sub-16 até a profissional. Sua estreia foi no jogo contra a Moldávia em 13 de Outubro de 2007.
Entretanto ele foi convocado para jogar nas Eliminatórias da EURO 2008 contra a Georgia, porém ele não pode integrar a seleção por causa de uma lesão. Ele também não participou da fase de grupos da EURO 2008, por causa de uma punição sofrida pela UEFA.
Nas Eliminatórias para a EURO 2012, Inan participou de todos os jogos da Turquia e totalizou 6 assistências, porém isso não foi o suficiente para levar a seleção para o Campeonato Europeu. Ele fez parte do elenco da Seleção Turca de Futebol da Eurocopa de 2016.